# Fekete Károly (püspök)
Fekete Károly (Kisvárda, 1960. január 8. –) református lelkész, a Tiszántúli református egyházkerület püspöke 2015-től, gyakorlati teológus, egyetemi tanár.

## Életpályája
Lelkészcsaládból származik. Édesapja Fekete Károly református lelkész, teológiai professzor volt Debrecenben.
1978-ban érettségizett a Debreceni Református Kollégium Gimnáziumában, utána a Bartók Béla Zeneművészeti Szakközépiskola diákja, orgona tanszakon. 1982-ben zenei érettségi vizsgát tesz. 1978-tól folyamatosan kutat és publikál hymnológiai, organológiai és liturgiatörténeti területeken. 1979-től az Országos Református Kántorképző Tanfolyam tanára.
1982-től a Debreceni Református Teológiai Akadémia (ma: Debreceni Református Hittudományi Egyetem) teológus-lelkész szakos hallgatója, 1988-ban első, 1989-ben második lelkészképesítő vizsgát tesz. 1992-ben szentelik lelkésszé.

### Oktatói tevékenysége
1989-től (lelkipásztori szolgálata mellett) a Debreceni Teológiai Akadémia Rendszeres Teológiai Tanszékén gyakornok, majd tanársegéd, adjunktus.
1995-ben doktori fokozatot szerez az Egyetemi Fokú Egységes Protestáns Teológiai Intézetben, Kolozsváron. Disszertációjának címe: "Makkai Sándor gyakorlati teológiai munkássága".
1996-tól a Debreceni Református Hittudományi Egyetem Gyakorlati Teológiai Tanszékén tanszékvezető egyetemi docens.
2009-ben habilitál a budapesti Evangélikus Hittudományi Egyetemen, 2010-től egyetemi tanár.
1997-2005, majd 2011-től 2014-ig a Debreceni Református Hittudományi Egyetem rektora.

### Egyházi munkássága
1988-1989-ben a Debreceni Nagytemplomi Református Egyházközség segédlelkésze, majd 1992-ig beosztott lelkésze.
1990-ben megalapítja a "Nagytemplomi Gyülekezeti Élet" című lapot.
1992 – 1996 a Debreceni Református Egyházmegye és a Tiszántúli Református Egyházkerület ének-zeneügyi előadója.
1993-tól az egyházkerület "Református Tiszántúl" című lapjának főszerkesztője.
2014-ben a Tiszántúli Református Egyházkerület püspökévé választják, mely hivatalt 2015. január 1-jétől tölti be.
2015-ben a Magyarországi Református Egyház Zsinata lelkészi alelnökévé választotta.
2020-ban a Tiszántúli Református Egyházkerület a következő hat évre ismét püspökévé választotta, új püspöki ciklusa 2021. január 1-én kezdődik meg.

## Főbb publikációi
- Jakab apostol levelének magyarázata, Kálvin Kiadó, Budapest, 1994
- Makkai Sándor gyakorlati teológiai munkássága, Első kiadás: Dissertationes Theologicae 3. Református Kollégium Sokszorosító Irodája, Debrecen, 1997
  - Második kiadás: Az Erdélyi Református Egyházkerület kiadása, Kolozsvár, 2000

- Bodó Sára – Fekete Károly: Üdvözítő született (Karácsonyi igehirdetések), DRHE, Debrecen, 1998
- Egyházunk egyik ébresztője: Makkai Sándor, Kálvin Kiadó, Budapest, 2001
- Ifj. Fekete Károly – Sepsy Károly: Korok és képek a debreceni Nagytemplom zenei életéből, Debrecen, 2001
- Szigethy Gyula emlékezete, Debreceni Református Kollégium, Debrecen, 2003
- Tudománnyal és a hit pajzsával – Válogatott Makkai-tanulmányok, Erdélyi Református Egyházkerület, Kolozsvár, 2008
- Példázatos szavak – életes példák, Kálvin Kiadó, Budapest, 2008
- A Barmeni Teológiai Nyilatkozat – Vezérfonal a dokumentum tanulmányozásához, Kálvin Kiadó, Budapest, 2009
- Reformátusok a kegyelem trónusánál – A magyar református istentisztelet megújulásának teológiai alapelvei, Kálvin Kiadó, Budapest, 2010
- A Heidelbergi Káté magyarázata. Hálaadásra vezető vigasztalás, 129 kérdés-feleletben; Kálvin, Bp., 2013
- Fekete Károly–Szabó Balázs–Szakács György: Tiszántúl református orgonái I.; Tiszántúli Református Egyházkerület, Debrecen, 2018 (Magyar református egyház javainak tára)
- Hogy a lámpatartóra tegyék. Fekete Károly református püspök, Kocsis Fülöp görögkatolikus érsek, Palánki Ferenc római katolikus megyéspüspök Húsvét üzenetéről; beszélgetőtárs Elmer István; Szt. István Társulat, Bp., 2019
- Két percben. Ige, gondolat, fohász; Kálvin, Bp., 2020
- Coram Deo Igehirdetések az élő Ige szolgálatáról; Tiszántúli Református Egyházkerület, Debrecen, 2023

## Elismerések
- 2004. Károli Gáspár-díj (Nemzeti Kulturális Örökség Minisztériuma)

„A biblikus tudományok területén, a gyakorlati teológia és a teológiatörténet kimagasló hazai és nemzetközileg ismert művelője. Több önálló kötet, nagyszámú dolgozat és szakcikk szerzője.”
- 2005. Magyar Köztársasági Érdemrend Tisztikeresztje (A Magyar Köztársaság Elnöke)

„A teológiai oktatás reformjának és struktúraváltásának irányításáért, oktató-nevelő munkássága, szakmai-közéleti tevékenysége elismeréseként.”
- 2005. Debreceni Egyetemért Emlékérem (Debreceni Egyetem)

„A Debreceni Egyetem rektora… a debreceni egyetemi integráció előkészítésében végzett kiemelkedő tevékenységéért a Debreceni Református Hittudományi Egyetem és a Debreceni Egyetem együttműködésének eredményes fejlesztéséért a Debreceni Egyetemért Emlékérem kitüntetést adományozza.”
- 2005. Gr. Mikó Imre Emléklap és érem (EME – Kolozsvár)

„Az Erdélyi Múzeum Egyesület újjászervezésében és folyamatos működtetésében kifejtett kiemelkedő munkássága elismeréséül.”
- 2009. „Év Könyve 2008”-díj (Magyarországi Református Egyház)

A díjat a Példázatos szavak – életes példák című könyvért kapta.
- 2014. "Év Könyve 2014"-díj (Magyarországi Református Egyház)

A díjat a Heidelbergi Káté magyarázata című könyvért kapta.
- 2021. Debrecen díszpolgára